# Sträflingskolonie Moreton Bay

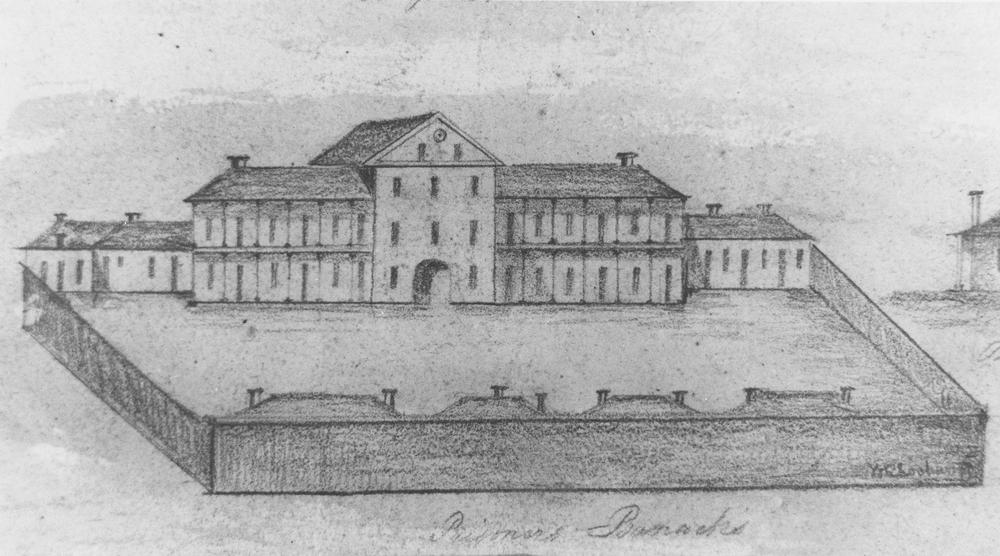
Straflingslager (Bleistiftzeichnung von 1832)

Die Sträflingskolonie Moreton Bay war die erste Sträflingskolonie im australischen Queensland. Sie wurde 1824 gegründet und bis 1842 betrieben. Die Bucht ist Brisbane vorgelagert, der Hauptstadt von Queensland. Die Sträflingskolonie wurde durch den Kommandanten Patrick Logan berüchtigt, der drakonische Strafen sowohl gegen Sträflinge als auch Soldaten verhängte.

## Geschichte
Im Jahr 1823 war Gouverneur Thomas Brisbane der Auffassung, dass die Strafkolonie Macquarie Harbour wegen der vielen Fluchtversuche von Sträflingen für eine weitere Belegung ungeeignet sei und dass es besser wäre Strafkolonien zur Vorbereitung für eine anschließende freie Besiedlung anzulegen. Brisbane gab diese Erkenntnis nach England weiter und suchte um eine entsprechende Genehmigung der veränderten Kolonialpolitik durch das britische Colonial Office nach. Als er diese erhielt, gab er John Oxley den Auftrag, das Gebiet um die Moreton Bay für diesen Zweck zu erkunden. Als Oxley positiv über dieses Siedlungsgebiets berichtete, gab Brisbane den Auftrag, dort eine Sträflingskolonie zu errichten.
Brisbane benannte Henry Miller im September 1824 als ersten Kommandanten der neuen Sträflingskolonie für Frauen und Männer an der Moreton Bay. Dieser kam mit 50 Siedlern und 30 Sträflingen in der Bucht an. Er wurde 1825 durch Captain Peter Bishop ersetzt, weil er kaum Ergebnisse vorweisen konnte. Bishop lastete dies den harten Disziplinarmaßnahmen Millers an und lockerte sie. Allerdings kam auch er mit den 200 Sträflingen nicht voran und wurde im März 1826 von Captain Patrick Logan, einen Entdecker und Abenteurer, abgelöst, der disziplinarische Maßnahmen rücksichtslos durchsetzte.
Die Sträflinge hatten die Gebäude aus dem hart zu bearbeitenden Basalt dieses Gebiets aufzubauen und das Gelände zu roden. Logan bestrafte Handlungen wie einen Blick in die falsche Richtung oder „schlechte Gesinnung“ mit 100 Peitschenhieben. Aber nicht nur Sträflinge bestrafte er hart, sondern auch seine Soldaten; deshalb waren er und das Leben in der Kolonie sowohl bei den Sträflingen als auch den Soldaten verhasst.
1829 waren 700 Sträflinge in der Moreton Bay und nachdem im Oktober 1830 Logan von Aborigines ermordet wurde, führte Captain James Clunie die Strafkolonie. Er war erfolgreich, weil er „first-class“-Sträflinge zur Verfügung hatte. In seiner Zeit entwickelte sich die Stadt Brisbane. Clunie wurde 1835 von Captain Foster Fyans abgelöst. 1837 waren noch 300 Sträflinge in Brisbane, 1839 wurden die weiblichen Sträflinge abgezogen und es waren nur noch 94 männliche Sträflinge dort. 1840 standen die Gebäude der Strafkolonie leer und am 10. Februar 1842 wurde das gesamte Gebiet zur freien Besiedlung freigegeben.

## Erinnerungen
Die Sträflingskolonie befand sich einige Meilen am Brisbane River am Redcliffe Point, wo sich heute das Geschäftszentrum von Brisbane befindet.
An die Strafkolonie erinnern lediglich zwei Gebäude in Brisbane, die Old Windmill an der Wickham Terrace und das Commissariat Store an den Ufern des Brisbane River in der William Street. Dieses Gebäude war das erste Postbüro und Immigrationsdepot in Brisbane. St Helena Island in der Mündung des Brisbane River war auch ein Standort der Strafkolonie, die von 1867 bis 1932 als Gefängnisinsel genutzt wurde.
Über das harte Leben der Sträflinge wurde auch ein Lied geschrieben.